# Grand hôtel suisse Majestic
Le Grand hôtel suisse Majestic est un hôtel 4 étoiles de la Riviera vaudoise, situé à Montreux, au bord du lac Léman, dans le canton de Vaud en Suisse.

## Histoire
Le bâtiment est édifié en 1870 par Eugène Jost, de style Belle Époque. Il est classé comme bien culturel d'importance régionale.
En 2009-2010, l'hôtel est rénové, pour 25 millions de francs.
Depuis 2019, le Grand hôtel suisse Majestic fait partie de l’Autograph Collection (en), un groupe d'hôtels-boutiques du groupe Marriott International.